# Luis Viracocha
Luis Viracocha, all'anagrafe Luis Viracocha Quishpe (Quito, 1954), è un pittore e scultore ecuadoriano.
Viracocha è uno scultore astratto che usa la pietra, il legno, il marmo e per creare le sue opere. Sia il nonno che il padre erano scultori.
Luis Viracocha ha una laurea in arti applicate e un dottorato in scienze dell'educazione presso l'Università Centrale dell'Ecuador. Ha studiato il restauro dei monumenti architettonici di Venezia, e ha conseguito un master in scultura a Carrara, Italia.
Le sue opere sono state esposte in diversi paesi al di fuori dell'Ecuador compresi gli Stati Uniti d'America, Emirati Arabi Uniti, la Cina e l'Austria.

## Premi
- Primo Premio Scultura dalla Mariano Aguilera Hall, (Quito, 1985)
- Secondo Premio del Quinto Simposio di Scultura, (Italia, 1983)